# Оспанов, Балгабай
Балгабай Оспанов (1924 — 12.07.1978) — советский хозяйственный, государственный и политический деятель, Герой Социалистического Труда.

## Биография
Родился в 1924 году в Аккулинском районе Павлодарской области. Член КПСС.
С 1936 года — на хозяйственной, общественной и политической работе. В 1936—1978 гг. — подпасок, чабан, старший чабан Бескарагайского племзавода Павлодарского производственного управления Лебяжинского района Павлодарской области.
Указом Президиума Верховного Совета СССР от 18 февраля 1964 года присвоено звание Героя Социалистического Труда с вручением ордена Ленина и золотой медали «Серп и Молот».
Умер в Лебяжинском районе Павлодарской области в 1978 году.